# Adolfo Baloncieri
Adolfo Baloncieri (Alessandria, Provincia de Alessandria, 27 de julio de 1897 - Génova, Provincia de Génova, 23 de julio de 1986) fue un futbolista y director técnico italiano. Se desempeñaba en la posición de centrocampista.

## Selección nacional
Fue internacional con la selección de fútbol de Italia en 47 ocasiones y marcó 25 goles. Debutó el 13 de mayo de 1920, en un encuentro amistoso ante la selección de los Países Bajos que finalizó con marcador de 1-1.

## Clubes

### Como futbolista
| Club               | País   | Año       |
| ------------------ | ------ | --------- |
| Alessandria Calcio | Italia | 1919-1925 |
| Torino F. C.       | Italia | 1925-1932 |
| Calcio Como        | Italia | 1932-1933 |

### Como entrenador
| Club               | País   | Año       |
| ------------------ | ------ | --------- |
| Calcio Como        | Italia | 1932-1933 |
| A. C. Milan        | Italia | 1934-1936 |
| Novara Calcio      | Italia | 1936-1937 |
| A. C. Liguria      | Italia | 1937-1939 |
| S. S. C. Napoli    | Italia | 1939-1940 |
| Alessandria Calcio | Italia | 1941-1945 |
| A. C. Milan        | Italia | 1945-1946 |
| F. C. Chiasso      | Suiza  | 1946-1947 |
| U. C. Sampdoria    | Italia | 1947-1950 |
| A. S. Roma         | Italia | 1950      |
| F. C. Chiasso      | Suiza  | 1951-1952 |
| U. S. Palermo      | Italia | 1954-1955 |
| U. C. Sampdoria    | Italia | 1957-1958 |
| F. C. Chiasso      | Suiza  | 1962      |

## Palmarés

### Campeonatos nacionales
| Título  | Club         | País   | Año     |
| ------- | ------------ | ------ | ------- |
| Serie A | Torino F. C. | Italia | 1927-28 |

### Copas internacionales
| Título        | Club                | País   | Año     |
| ------------- | ------------------- | ------ | ------- |
| Copa Dr. Gerö | Selección de Italia | Italia | 1927-30 |